# Passo Lunghin
Il passo Lunghin (2.644 m s.l.m.) è un valico alpino situato nel Canton Grigioni in Svizzera. Viene presunto che Lunghin risalga al cognome italiano Longhini.
Si trova nei pressi del passo del Maloja nelle Alpi Retiche occidentali.
Deve la sua importanza al fatto di essere punto d'incontro tra gli spartiacque Po/Reno, Po/Danubio e Reno/Danubio. Infatti:
- verso nord-ovest: attraverso il fiume Giulia, il fiume Albula, il Reno Posteriore ed il Reno si arriva al mare del Nord;
- verso sud-ovest: attraverso il fiume Mera, il lago di Como, il fiume Adda ed il Po si arriva al mare Adriatico ed al mare Mediterraneo;
- verso est: attraverso il fiume Inn e il Danubio si arriva al Mar Nero.

Per questa sua caratteristica viene detto "passo dei tre mari".
Un altro punto in cui si incontrano tre spartiacque (Po/Rodano, Po/Reno, Rodano/Reno) è il Witenwasserenstock.
Nei pressi del passo sorge il Piz Lunghin.